# John Foy
John Joseph Foy (ur. 26 marca 1882 w Cootehill, zm. 10 lutego 1960 w Nowym Jorku) – amerykański lekkoatleta, uczestnik igrzysk olimpijskich w Saint Louis w 1904.

## Występy na igrzyskach olimpijskich
Foy wystartował raz na igrzyskach olimpijskich w 1904 r. Wziął udział w maratonie. Zmagania biegaczy miały miejsce 30 sierpnia 1904. Foy nie ukończył biegu.